# Ivan Santini
Ivan Santini (ur. 21 maja 1989 w Zadarze) – chorwacki piłkarz występujący na pozycji napastnika. Od 2019 roku jest zawodnikiem chińskiego klubu Jiangsu Suning.
Karierę rozpoczynał w FC Ingolstadt 04, z którego odszedł w 2009 roku do NK Zadar. W sezonie 2012/2013 był z niego wypożyczony do SC Freiburg. W rozgrywkach Bundesligi zadebiutował 5 lutego 2012 roku w meczu przeciwko Werderowi Brema (2:2). W latach 2013–2015 grał w KV Kortrijk, a w sezonie 2015/2016 był zawodnikiem Standardu Liège. Latem 2016 trafił do SM Caen. Z kolei przed sezonem 2018/19 przeniósł się do Anderlechtu, gdzie już w pierwszych trzech meczach ligowych popisał się niebywałą skutecznością, strzelając 7 bramek - z czego w debiucie i drugim swoim meczu notował po hat-tricku. W sumie w barwach Anderlechtu zagrał 39 meczów i strzelił 16 bramek. Latem 2019 roku za kwotę 5 milionów euro trafił do Chin, gdzie reprezentuje barwy Jiangsu Suning F.C.

## Życie prywatne
Ivan jest młodszym bratem Krševana grającego na pozycji bramkarza, byłego zawodnika Jagiellonii.